# Moyen-Vivarais
 (novembre 2020).
Si vous disposez d'ouvrages ou d'articles de référence ou si vous connaissez des sites web de qualité traitant du thème abordé ici, merci de compléter l'article en donnant les références utiles à sa vérifiabilité et en les liant à la section « Notes et références ».
Le Moyen-Vivarais est un des cinq espaces traditionnellement associés au département de l'Ardèche. Ce terme assez fréquent dans la littérature locale désigne le plus souvent l'ensemble des espaces accidentés qui forment comme un coin entre, au sud, le plateau du Coiron ; à l'ouest, le col de l'Escrinet ; au nord, les contreforts des Boutières ; et le Rhône, vers l'est. Le nom fait référence à l'ancienne province du Vivarais.

## Individualiser un espace aux limites incertaines
Il est vraiment difficile de donner des limites claires à cet espace centre-ardéchois. Par effet de soustraction, on peut tenter de le séparer des autres espaces ardéchois en recherchant des limites:
- Le plateau du Coiron, ensemble de hauteurs et plateaux basaltiques bien individualisés par une forte rupture de pente. Le Coiron forme une barrière massive, boisée et sombre, un plateau volcanique entre 500 m et plus de 1000 m d'altitude.

- Le massif des Boutières, vers le nord, sont des crêtes boisées, les Serres âpres, c'est le domaine du châtaignier au-dessus de 400 m d'altitude. Les densités de population y sont globalement faibles, sauf à proximité de Privas (mitage rurbain).

- Le Rhône, large et rapide, est une frontière commode vers l'est. Les ardéchois appellent "Le Rivage" le liseré étroit qui borde le Rhône. Les ponts restent rares, qui relient l'Ardèche à la Drôme beaucoup plus riche et peuplée.

Le territoire bordé par les hautes terres et le Rhône est avant tout un pays de marnes, de calcaires jurassiques au modelé karstique, aux alluvions cultivés depuis longtemps. Ici, pas de moyennes montagnes mais des vallées, des collines, des plateaux semés de villages bien peuplés. Ce sont les bassins de 3 affluents du Rhône: du nord au sud, l'Ouvèze descendu du col de l'Escrinet pour traverser Privas, la Payre qui prend sa source au Coiron, le Lavézon.
Certains ardéchois entendent cependant, par Moyen-Vivarais, un territoire aux limites plus floues qui atteindrait Aubenas, au-delà du col de l'Escrinet; ou bien, la partie orientale des Boutières et la moitié inférieure du cours de l'Eyrieux. Mais tout à coup, l'espace grandit et risque de perdre en unité.
- La Direction départementale de l'Agriculture et de la Forêt de l’Ardèche quant à elle, délimite 7 régions naturelles dans le département. Dans la région centrale du Moyen-Vivarais, elle définit trois sous-ensembles : les Boutières, Le pays Ouvèze Payre et le pays du Bas Eyrieux.

Ces deux derniers pays regroupent les communes suivantes :
| Bas Eyrieux | Ouvèze Payre |
| --- | --- |
| - Dunière-sur-Eyrieux - Gilhac-et-Bruzac - Les Ollières-sur-Eyrieux - Saint-Fortunat-sur-Eyrieux - Saint-Laurent-du-Pape - Saint-Sauveur-de-Montagut | - Alissas - Chomérac - Coux - Flaviac - Lyas - Privas - Rompon - Saint-Bauzile - Saint-Julien-en-Saint-Alban - Saint-Lager-Bressac - Saint-Symphorien-sous-Chomérac - Saint-Vincent-de-Barres - Veyras |

## Géologie et géomorphologie
Le Moyen-Vivarais formerait donc un espace de forme globalement rectangulaire, géologiquement sédimentaire, partagé entre des calcaires jurassiques et des marnes. Au centre, les collines et plateaux des Gras ou Grads séparent la vallée de l'Ouvèze de la vallée de la Payre. Ce sont des hauteurs sauvages et peu habitées, fortement marquées par des phénomènes karstiques. Les vallées des rivières sont beaucoup plus fertiles. Elles sont encombrées par des limons semés de galets souvent anciens, descendus des Boutières ou du Coiron.

## Géographie
Si le géographe admet que les espaces assimilés au Haut-Vivarais correspondent globalement aux bassins des trois rivières Ouvèze, Payre, et Lavézon affluentes du Rhône, alors il s'agit d'une province géologique qui est intéressante à plus d'un titre. 
Elle pose plusieurs questions :
- Quelles sont les limites orientales de l'ensemble de hautes terres appelées Massif central ?
- À partir de quelle altitude, ou plutôt de quel vécu de terrain, peut-on qualifier un espace de montagnard ?
- Comment se constitue une agglomération urbaine dans un espace aussi accidenté, et si difficile à relier à l'axe rhodanien ?